# Kostermansia malayana
Kostermansia malayana, tiếng Anh thường gọi là Durian Tuang hoặc Krepal, là một loài thực vật có hoa thuộc họ cẩm quỳ, Malvaceae, là loài đặc hữu của Malaysia. Chúng hiện đang bị đe dọa vì mất môi trường sống.